# Wolfgang Scharenberg

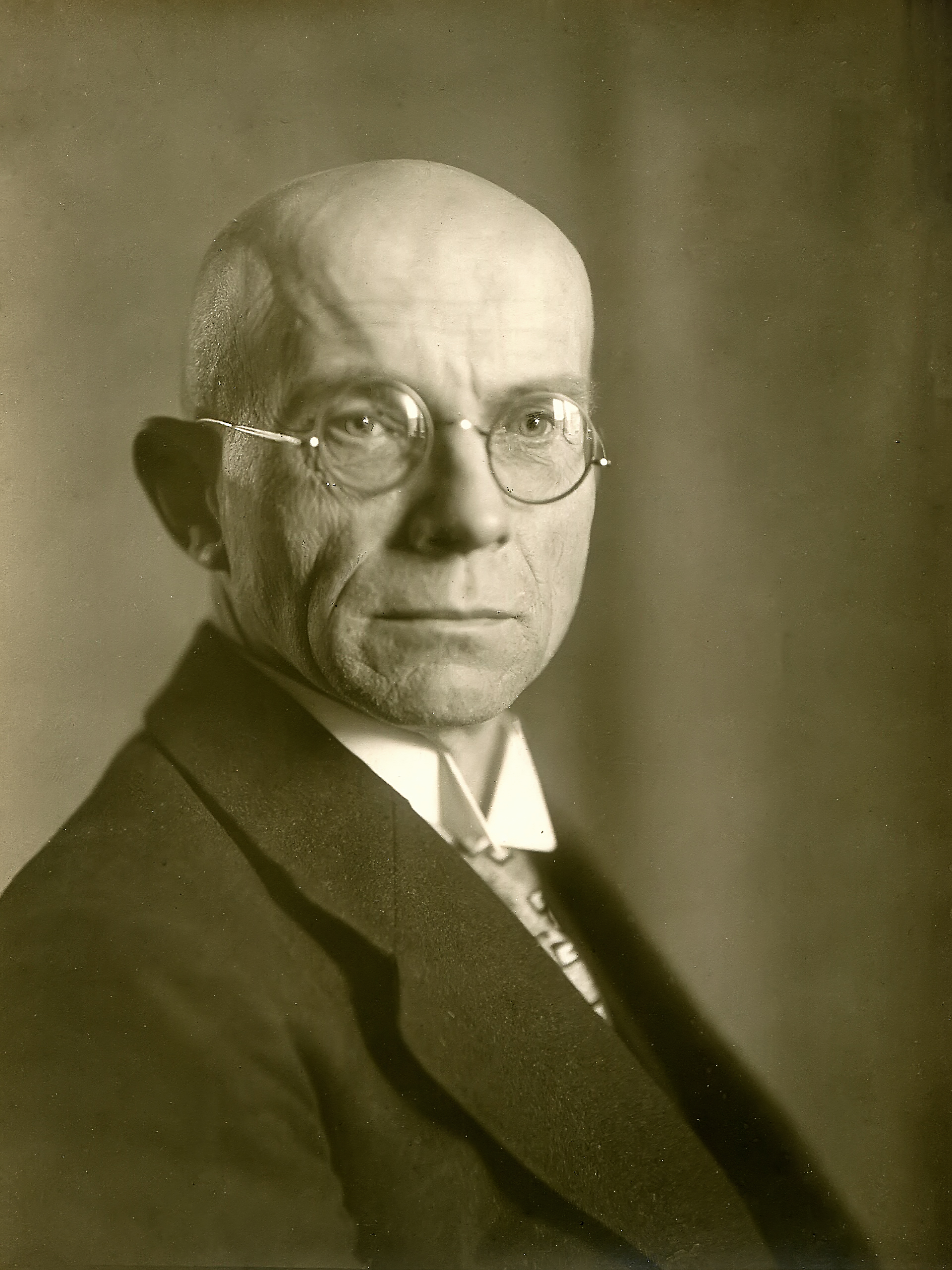
Wolfgang Scharenberg

Wolfgang Carl Otto Theodor Scharenberg (* 15. April 1883 in Neubrandenburg; † 3. Januar 1969 in Bad Kleinen) war ein deutscher Jurist, Verwaltungsbeamter sowie Rechtsanwalt und Notar.

## Leben
Wolfgang Scharenberg wurde 1883 als Sohn des Neubrandenburger Amtsgerichtsrats Fritz Scharenberg (1846–1916) und dessen Frau Elisabeth, geb.  Lütcke (* 1853) geboren. Nach seinem Abitur 1902 in Neubrandenburg studierte Scharenberg Jura in Halle, München, Kiel, Freiburg, Berlin und Rostock. Nach seinem Studium war Scharenberg von 1912 bis 1914 als Rechtsanwalt und Notar in Ribnitz tätig, ehe er bis 1918 im Ersten Weltkrieg diente.
Scharenberg schloss sich 1918 der Deutschen Demokratischen Partei (DDP) an. In seiner Position als Amtshauptmann, in welche er im Oktober 1920 mit Unterstützung der SPD gewählt wurde, erfuhr er unmittelbar, mit welcher Ungerechtigkeit die mecklenburgische Ritterschaft gegen die Landarbeiter und Kleinbauern vorging. Ab Mitte der 1920er Jahre erlebte das „Hofgängersystem“ seine Wiederauferstehung. Demnach war die Frau eines Tagelöhners durch Zusatzverträge zum Tarifvertrag verpflichtet, an fünf Tagen die Woche zu arbeiten, oder einen Ersatz zu stellen.
Im Jahr 1925 wurde mehreren Landarbeiterfamilien auf dem Gut Melkhof unrechtmäßig gekündigt, weil ihre Frauen nicht zur Arbeit erschienen waren, obwohl hier keine tarifliche Verpflichtung bestand. Als die Familien ihre Arbeit niederlegten, verlangte Ministerpräsident von Brandenstein von Scharenberg den Einsatz der Technischen Nothilfe. Scharenberg lehnte jedoch ab, woraufhin Brandenstein selber den Einsatz befehligte.
Im selben Jahr zog sich Scharenberg den Zorn der von Gutsbesitzern und Unternehmern beherrschten Parteien Deutschnationale Volkspartei (DNVP) und Deutsche Volkspartei (DVP) wegen des Baus eines Kinderheims zu, den er veranlasst hatte.
Im Jahr 1926 betrieben diese Parteien mit Hilfe von Massenflugblättern seine Abwahl.
Nachdem diese erfolgt war, verfasste Wolfgang Scharenberg eine Denkschrift mit dem Titel „Die Sünden der Mecklenburgischen Ritterschaft“, welche am 19. Mai 1926 erschien. Aufgrund der Brisanz der Schrift war Scharenberg gezwungen, sein Werk im Selbstverlag herauszubringen und auch selbst zu vertreiben. Im Mai 1926 wurde er in Bad Kleinen als Rechtsanwalt und Notar tätig und wohnte bis zu seinem Tode in der Villa „Waldesruh“.
Als Reaktion, auf die 1929 einsetzende Weltwirtschaftskrise, veröffentlichte Scharenberg 1931 die Schrift „Zurück zur Scholle. Vom Schrebergarten zur Gartenstadt / Ein Weg zur Massensiedlung“. Seine Idee war es, den Menschen an das Land und den Garten zu binden.
Mit der Befreiung durch die Alliierten übernahm Scharenberg am 30. Mai 1945 in Bad Kleinen zunächst das Amt des Bürgermeisters. Dieses Amt bekleidete er bis Ende August 1945 auch unter der sowjetischen Besatzung. Zudem trat Scharenberg der KPD bei und beteiligte sich an der Durchführung der Bodenreform. Am 23. Dezember 1945 erhielt Scharenberg zusammen mit anderen Aktivisten die Ehrenurkunde für ihre Beteiligung an der Reform.
Nachdem Scharenberg von seiner Funktion als Bürgermeister entbunden wurde, bekam er die Auflage, außerhalb des Ortes zu wohnen, welcher er jedoch nicht nachkam. Scharenberg war anschließend als Rechtsanwalt in Schwerin tätig und 1946 als Dozent an der Volksrichterschule Schwerin. Vom 1. April 1946 an war er erster Vorsitzender des Landesarbeitsgericht (LAG) für Mecklenburg-Vorpommern. Im Juni 1950 kam es zum Bruch mit der SED, da sich Scharenberg deren Forderung widersetzte, wonach ein Arbeitsgericht niemals über Entscheidungen der öffentlichen Verwaltungen zu richten hätte. Daraufhin wurde Wolfgang Scharenberg von der Mitgliederliste gestrichen und verlor sein Amt.
Nach dieser Zeit war Scharenberg wieder als Rechtsanwalt und Notar in Bad Kleinen tätig, wo er 1969 verstarb.
Nach seiner ersten Ehe 1914 mit Agnes (Nonny) Warnecke, heiratete Scharenberg 1925 Hedwig Rohwedder geb. Waak (1894–1986), eine Tochter von Hermann Preysing (1866–1926).

## Publikationen
- Die Sünden der mecklenburgischen Ritterschaft. Selbstverlag, Hagenow 1926. (Neudruck: BS-Verlag Rostock, Rostock 2009, ISBN 978-3-86785-079-7)
- Zurück zur Scholle. Vom Schrebergarten zum Gartenstaat. Der Ruf [J. Walinski], Berlin 1931, OCLC 72087270.
- Es reicht wenn Knaben schreiben können. In: Mecklenburg-Magazin. Regionalbeilage der Schweriner Volkszeitung und der Norddeutschen Neuesten Nachrichten. Nr. 18. Landesverlag und Druckgesellschaft, Schwerin, S. 7 ([1990]).
- Familienweihnacht im Hause des Amtsgerichtsrates Friedrich Scharenberg in Neubrandenburg und bei den Verwandten in Neustrelitz um 1890/1900. In: Schimmelreiter, Knapperdachs und Weihnachtsmann. Weihnachtsbräuche in Mecklenburg und Vorpommern. Hinstorff, Rostock 1998, ISBN 3-356-00782-3, S. 155–157.
- Scharenberg / Ein Bekenntnis. In: Die Tat. Band 16, Nr. 1–6, 1925, S. 205–210.